# Yavuz Yolcu
Yavuz Yolcu (ur. 1 stycznia 1966) – turecki judoka. Olimpijczyk z Seulu 1988, gdzie zajął dwudzieste miejsce wadze półlekkiej.
Uczestnik mistrzostw świata w 1989 roku.

## Letnie Igrzyska Olimpijskie 1988
| Konkurencja | Eliminacje             | Klas. końcowa |
| Konkurencja | Przeciwnik I           | Miejsce       |
| ----------- | ---------------------- | ------------- |
| 65 kg       | Claudio Yafuso (ARG) P | 20.           |